# Wonosobo
Wonosobo – miasto w Indonezji na Jawie w prowincji Jawa Środkowa w pobliżu wulkanów Sumbing, Dieng i Sundoro; 98 tys. mieszkańców (2006).
Ośrodek regionu rolniczego (uprawa ryżu, manioku, tytoniu, kauczukowca, orzeszków ziemnych); przemysł spożywczy.